# Taiga Kyomoto
Taiga Kyomoto (京本 大我 Kyomoto Taiga?, Tokio, 3 de diciembre de 1994) es un idol, cantante, actor y talento japonés. Es miembro de la banda de chicos, SixTones, de la agencia de talentos, Starto Entertainment (anteriormente conocida como Johnny & Associates).

## Biografía

### Infancia
Kyomoto nació en Tokio en 1994 y proviene de una destacada familia de artistas. Su padre es el actor, talento, cantante y guitarrista, Masaki Kyomoto, y su madre la ex actriz, idol, cantante y talento, Hiromi Yamamoto. Además es primo lejano del actor musical y cantautor, Teppei Koike.

### Carrera
Se unió a la agencia de talentos, Johnny & Associates, el 4 de mayo de 2006, después de ser descubierto por el fundador de dicha agencia, Johnny Kitagawa, fue ubicado en la rama júnior de la compañía que administra talentos que no han debutado. En 2012, coprotagonizó su primera serie, Shiritsu Bakaleya Koukou, donde actuó con algunos de sus futuros compañeros de SixTones: Yugo Kochi, Jesse, Shintaro Morimoto, Hokuto Matsumura y Juri Tanaka.
Formó parte de varios grupos predebut antes de ser incluido en SixTones en 2015. Ese mismo año, también apareció en producciones de Elisabeth como Rodolfo de Habsburgo. Junto con el grupo SixTones, Kyomoto protagonizó otros espectáculos musicales como Boys entre 2015 y 2017 con su compañero del grupo Snow Man, Johnny's Jr.
Debutó con la banda de chicos SixTones en 2020. En 2022, interpretó su primer papel protagonista en la serie Tsukanoma no Ichika como Yurugi Akifumi, un profesor universitario de filosofía. Desde su debut, ha seguido actuando en musicales, protagonizando a Jack en Newsies, Guy Foucher en Los paraguas de Cherburgo y Wolfgang Amadeus Mozart en Mozart!.
El 3 de septiembre de 2024, anunció su proyecto multimedia centrado en la música «ART-PUT», que consta de videos musicales, un libro de fotografías y una exposición que «toma varios aportes de su vida diaria y los sublima en música y otras formas de arte».

## Filmografía

### Televisión
| Año  | Título                   | Papel          | Notas           | Ref.   |
| ---- | ------------------------ | -------------- | --------------- | ------ |
| 2012 | Shiritsu Bakaleya Koukou | Maya Terakawa  |                 | [ 5 ]  |
| 2014 | Kamen Teacher            | Bon            |                 | [ 14 ] |
| 2015 | Oniichan, Gacha          | Gentle Brother |                 | [ 15 ] |
| 2022 | Tsukanoma no Ichika      | Yurugi Akifumi | Papel principal | [ 9 ]  |
| 2024 | Omukae Shibuya-Kun       | Taikai Shibuya | Papel principal | [ 16 ] |

### Películas
| Año  | Título                              | Papel               | Notas           | Ref.   |
| ---- | ----------------------------------- | ------------------- | --------------- | ------ |
| 2012 | Gekijōban Shiritsu Bakaleya Kōkō    | Tetsuya Asada       |                 |        |
| 2012 | Shiritsu Bakaleya Koukou: The Movie | Maya Terakawa       |                 | [ 17 ] |
| 2014 | Kamen Teacher the Movie             | Bon                 |                 | [ 18 ] |
| 2019 | Ninja Drones?                       | Jun Awata (N.° 264) |                 | [ 19 ] |
| 2022 | Tang and Me                         | Shinji Hayashibara  |                 | [ 20 ] |
| 2024 | Secret: A Hidden Score              | Minato              | Papel principal | [ 21 ] |

### Musicales
| Año              | Título                    | Papel                   | Notas | Ref.   |
| ---------------- | ------------------------- | ----------------------- | ----- | ------ |
| 2015/ 2016/ 2019 | Elisabeth                 | Rudolf                  |       | [ 22 ] |
| 2021             | Newsies                   | Jack                    |       | [ 10 ] |
| 2023             | Los paraguas de Cherburgo | Guy Foucher             |       | [ 11 ] |
| 2024             | Mozart!                   | Wolfgang Amadeus Mozart |       | [ 12 ] |